# Joey Scarpellino
Joey Scarpellino, né le 31 mai 1994, est un comédien québécois.
Originaire de Saint-Jean-sur-Richelieu, Joey manifeste un intérêt pour les arts dramatiques dès l'école primaire. Après 4 ans d'études à l'école d'art dramatique La Bulle, il décroche, dans la série Les Parent, le rôle de Thomas Parent, l'aîné de la famille. Il joue aussi dans une web-série de la chaîne V nommée Pilote(s).
En novembre 2010, il a été classé comme l'adolescent le plus beau du Québec par le magazine Cool!. En 2011 et 2012, Scarpellino est désigné personnalité de l'année par KARV, l'anti.gala.
Initié très jeune à la montgolfière, il est désigné porte-parole de l'International de montgolfières de Saint-Jean-sur-Richelieu en 2013 et 2014.
En 2017, la première saison de Code G est diffusé à Vrak.tv où Joey Scarpellino est une des vedettes principales. Cette émission aborde des thèmes divers dans l’univers masculin. Chaque invité donne leur point de vue sur différents sujets.
De août à décembre 2022, Joey fait partie de la distribution de la pièce de théâtre Ladies Night du scénariste Denis Bouchard.
En 2023, le comédien fréquentait la mannequin, étudiante en journalisme et ex candidate d’occupation double Martinique,  Florence Belzile. Leur relation a été confirmée sur les réseaux sociaux. 
En 2024, Sophie Nélisse publie, sur Instagram, Joey avec Valeria Montoya Gaviria, une mannequin originaire de Montréal et la nouvelle copine de Joey..

## Filmographie
- 2016 : Morning After : Alex
- 2008-2016 : Les Parent : Thomas Parent
- 2014 : Pilote(s)
- 2017 : District 31 : Noa Gaudet
- 2017: Code G
- 2017 : 19-2 (2014) : Ex de Tammy
- 2018 : À la valdrague
- 2018 : Demain des hommes : Zach Walker
- 2018 : Clash : Dominic Orsi
- 2022 : Stay the night : Carter[7]